# خوسيه لويس فالكون
خوسيه لويس فالكون (بالإسبانية: José Luis Falcón)‏ هو رامي مطرقة إسباني، ولد في 19 يوليو 1938 في أويارثون في إسبانيا.

## وصلات خارجية
- خوسيه لويس فالكون على موقع أوليمبيديا (الإنجليزية)